# Quận Amador, California
Quận Amador là một quận nằm ở Sierra Nevada của bang California, Hoa Kỳ. Năm 2005, dân số của quận là 38.471 người. Quận lỵ là Jackson.

## Lịch sử
Quận Amador đã được thành lập năm 1854 từ các khu vực của các quận Calaveras và El Dorado. Năm 1864, một phần lãnh thổ của quận đã được chuyển sang Quận Alpine.
Quận được đặt tên theo Jose Maria Amador, một người lính, người chủ trang trại chăn nuôi, người khai khoáng, sinh ra tại San Francisco năm 1794, là con trai của trung sỹ Pedro Amador, một người lính Tây Ban Nha đã định cư ở California năm 1771. Năm 1848, Jose Maria Amador, với nhiều thổ dân châu Mỹ đã thiết lập một trại khai thác vàng thành công ở gần chỗ mà ngày nay là thành phố Amador. Trong tiếng Tây Ban Nha, từ amador có nghĩa là "người yêu."

## Địa lý
Quận Amador nằm cách Sacramento 45 dặm về hướng đông nam, ở một khu vực của California được gọi là các chân đồi của dãy núi Sierra Nevada.
Theo Cục điều tra dân số Hoa Kỳ, quận này có tổng diện tích 1.566 km² (605 mi²). 1.536 km² (593 mi²) là diện tích đất và 30 km² (12 mi²) trong tổng diện tích (1,94%) là diện tích mặt nước. Các nguồn nước trong quận gồm có hồ Amador, hồ Camanche, Hồ chứa Pardee, Hồ chứa sông Bear, hồ Silver, rạch Sutter, sông Cosumnes, sông Mokelumne, và rạch Jackson.
Quận Amador có cao độ từ 250 foot ở phía tây đến 9000 foot ở phía đông. Quận này giáp sông Consumes về phía bắc và sông Mokelumne về phía nam.

### Các thành phố và các thị xã
- Amador City
- Ione
- Jackson
- Plymouth
- Sutter Creek

### các khu vực không hợp nhất
- Drytown
- Fiddletown
- Martell
- Pine Grove
- Pioneer
- Volcano

### Các quận giáp ranh
- Quận Calaveras, California - nam
- Quận San Joaquin, California - tây nam
- Quận Sacramento, California - tây
- Quận El Dorado, California - bắc
- Quận Alpine, California - đông